# Замок Калиостро
«Люпен III: Замок Калиостро» (яп. ルパン三世 カリオストロの城 Рупан сансэй Кариосуторо но сиро) — первый полнометражный аниме-фильм Хаяо Миядзаки, выпущенный им в 1979 году, ещё до создания студии «Гибли». Это образец тотальной мультипликации и второй полнометражный фильм о Люпене III — герое одноимённого мультсериала.

## Сюжет
Главный герой —Люпен III (внук Арсена Люпена) похитив деньги из казино, вместе с другом Дзигэном, успешно скрываются от погони на своём Fiat 500. По дороге Люпен замечает, что все купюры поддельные, поэтому выбрасывает деньги. Впоследствии оба прибывают в герцогство Калиостро — вымышленное мини-государство в Европе, где, как говорят, и печатаются фальшивки.
Когда мимо автомобиля Люпена проносится на авто какая-то девушка в свадебном платье, спасаясь от преследователей, он бросается к ней на помощь, но падает с обрыва, а девушку всё равно похищают. Потерянное беглянкой кольцо, найденное Люпеном, кажется ему знакомым, вместе с Дзигэном он отправляется к сгоревшим руинам дворца, в котором погиб эрцгерцог Калиостро, герб которого такой же, как и герб на кольце. У замка, расположенного неподалёку посреди обширного нижнего озера, они замечают катер, на котором увезли похищенную. Люпен рассказывает, как когда-то он был в этом месте и с трудом спасся.
Между тем в замок возвращается регент, граф Калиостро, невеста которого, Кларисса, дочь погибшего эрцгерцога, и была той девушкой, которая пыталась сбежать из-под венца. Увидев, что у неё нет кольца, граф посылает своих людей на поиски. В трактире люди графа замечают кольцо в руках у Люпена. Ночью за ним прибывает специальный отряд, но Люпен с Дзигэном убегают, а сам Люпен ещё и передаёт предупреждение регенту, что придёт освобождать Клариссу.
Узнав, что Люпен появился в герцогстве, туда прибывает инспектор Дзэнигата из Интерпола, который давно разыскивает авантюриста. Инспектор подозревает, что граф — нечестный человек, поскольку имеет очень большую охрану, и берётся за расследование, несмотря на то, что граф через свои связи потребовал отозвать Интерпол. Люпен, через акведук, проникает в замок, а инспектор Дзэнигата, погнавшись за Люпеном, попадает в одну из ловушек замка и падает в подвал. Получив информацию от своей знакомой Фудзико, которая устроилась в замок под видом горничной по своим мотивам, Люпен проникает в башню, где заточена Кларисса, и возвращает ей кольцо. Слуги графа хватают Люпена и сбрасывают в подвал. Граф рассказывает, что его кольцо и кольцо Клариссы помогут вернуть некое сокровище семьи Калиостро, но Люпен, оставшийся живым, подслушивает разговор и заставляет графа послать людей за собой, поскольку настоящий перстень у него, а вернул он подделку.
В подвале Люпен и инспектор Дзэнигата находят друг друга и объединяются, чтобы найти выход. Обманув подосланных убийц, оба бегут из подземелья и оказываются в печатном цехе, где печатаются фальшивые деньги для всего мира. Фудзико тем временем приходит к Клариссе, чтобы помочь ей покинуть замок, а Люпен устраивает пожар, чтобы воспользоваться возникшей паникой. Фудзико, Люпен и Дзэнигата освобождают принцессу, но их план проваливается: кольцо и Кларисса оказываются у графа. О событиях в герцогстве становится известно на весь мир, инспектор Дзэнигата безуспешно пытается убедить руководство Интерпола заняться фальшивомонетчиками, но дело завершается его отзывом.
Раненого Люпена берётся лечить бывший садовник старого дворца. К Люпену приходит на помощь его старинный друг, мастер катаны, молодой самурай Гоэмон. Фудзико подсказывает инспектору Дзэнигате, что он имеет право вернуться в герцогство, чтобы арестовать Люпена. На свадьбу Клариссы с графом съезжается множество людей. Поскольку свадьбой с Клариссой, наследницей престола, граф рассчитывает узаконить свою власть в герцогстве, он, несмотря на свою скрытность, вынужден согласиться на присутствие репортёров, и Фудзико приезжает в замок под видом телекорреспондента с телекамерой. Церемония в замковой капелле начинается, но её срывают Люпен с друзьями, которые внезапно появляются в церкви во время венчания. Инспектор Дзэнигата пользуется этим, чтобы показать в прямом эфире цех по печати фальшивых купюр. Люпен убегает с Клариссой, у которой на пальце осталось одно из двух колец, их преследует граф, загоняя в механизм часов, расположенных на башне у плотины, удерживающей верхнее озеро у старого дворца эрцгерцога. Люпен предлагает обмен — оба кольца на Клариссу. Граф коварно завладевает кольцами, тогда Кларисса сбрасывает злодея с башни. Однако тот всё равно взбирается вверх, вставляет кольца в нужные отверстия, чтобы получить сокровище, но запустившийся от этого сломанный часовой механизм давит его стрелками.
Тайный механизм сливает воду из верхнего озера около дворца, открывая сокровище — затопленный римский город. Интерпол начинает спецоперацию в графстве, о чём Люпен с Клариссой наблюдают издалека. Кларисса просит Люпена взять её с собой, но тот отказывает, обещая прийти на помощь, если это потребуется. Дзэнигата снова начинает преследовать авантюриста, тогда тот убегает, почти ничего не получив, зато Фудзико прихватила несколько ценных вещей, которыми Люпен с Дзигеном теперь не против завладеть.

## Персонажи
- Люпен III (яп. ルパン三世) — вор-рецидивист «высокого полёта». Внук великого вора Арсена Люпена. Никогда не теряет присутствия духа и не унывает, всё происходящее вокруг него (и с ним самим) воспринимает с юмором. Чрезвычайно изобретательный, неистощим на выдумки. Галантен с женщинами. С нежностью относится к Клариссе, которую знал ещё маленькой девочкой, но свободу ценит превыше всего — даже больше, чем перспективу стать владетельным принцем. Носит зелёный пиджак с чёрными брюками и рубашкой, жёлтый галстук.

Сэйю: Ясуо Ямада
- Дайсукэ Дзигэн, или просто Дзигэн (яп. 次元大介) — друг и напарник Люпена. Превосходный стрелок; всем видам оружия предпочитает револьвер, но по определённым причинам использует и противотанковое ружьё. Ходит в чёрном костюме с синей рубашкой и белым галстуком; на голове — чёрная шляпа, всегда надвинутая на самые глаза. Носит небольшую бородку. Почти непрерывно курит.

Сэйю: Киёси Кобаяси
- Кларисса Калиостро (яп. クラリス・ド・カリオストロ Курарису до Кариосуторо) — милая молодая девушка лет 18-ти, дочь покойного эрцгерцога, единственная наследница престола. При попытке бегства от ненавистного жениха едва не погибла, но была спасена Люпеном, а затем влюбилась в него.
- Граф Калиостро (яп. カリオストロ伯爵 Кариосуторо хакусяку) — средоточие всех пороков: алчный, честолюбивый, циничный, беспощадный. Нисколько не любит Клариссу, и даже не скрывает этого, однако принуждает её стать его женой, чтобы тем самым закрепить свою власть, а самое главное — получить доступ к легендарному сокровищу эрцгерцогов.

Сэйю: Таро Исида
- Коити Дзэнигата (яп. 銭形警部) — полицейский инспектор, постоянно преследующий Люпена. Ревностный страж закона и порядка, твёрдо уверен, что закон — превыше всего; именно поэтому он заключает союз с Люпеном против графа Калиостро, когда понимает, что последний — гораздо более опасный преступник. Ради торжества правосудия способен рискнуть не только своей карьерой, но и жизнью.

Сэйю: Горо Ная
- Фудзико Минэ (яп. 峰不二子) — красавица-шпионка, мастерски обращается с техникой и оружием. Внедрилась в замок графа Калиостро под видом прислуги. Её прошлые отношения с Люпеном были достаточно сложными, но сейчас она готова оказать ему содействие (при условии, что он, в свою очередь, не будет ей «мешать»)[комм. 1].

Сэйю: Эйко Масуяма
- Садовник (яп. 庭師の老人 Ниваси но ро:дзин) — заведующий садом эрцгерцога. После его смерти покинул замок Калиостро, но по-прежему сохраняет верность старому хозяину и его дочери Клариссе.

Сэйю: Кохэй Мияути
- Диодор (яп. ジョドー Дзёдо:) — управляющий графа, его доверенное лицо и соучастник всех его злодейств.

Сэйю: Итиро Нагаи
- Густав (яп. グスタフ Гусутафу) — начальник дворцовой стражи.

Сэйю: Тадамиси Цунэдзуми
- Гоэмон (полное имя — Гоэмон Исикава XIII) (яп.  十三代目 石川 五ェ門 ) — молодой самурай, первоклассно владеющий катаной. Старый друг и соратник Люпена, приехавший помочь Люпену в деле спасения Клариссы.

Сэйю: Макио Иноуэ

## История создания
Люпен III впервые появляется в японской манге, написанной и проиллюстрированной Манки Панчем. Главный герой, Арсен Люпен III, был вдохновлён вымышленным персонажем Мориса Леблана Арсеном Люпеном, галантным знаменитым разбойником, который смог перехитрить даже Шерлока Холмса. По утверждению манги,  Люпен III был внуком Арсена Люпена. Люпена III можно назвать благородным разбойником, так как он объявляет о своих намерениях украсть что-либо, посылая визитную карточку владельцам желаемых предметов. Популярность манги привела к созданию двух аниме-сериалов под названием Люпен III: Часть 1 и Люпен III: Часть 2. Первый полнометражный мультфильм, «Тайна Мамо», был выпущен 16 декабря 1978 года, а выпуск «Замка Калиостро» последовал год спустя после финансового успеха первого фильма. Фильм является режиссёрским дебютом в кино Миядзаки, который ранее был режиссёром первой части аниме-сериала Люпен III совместно с Исао Такахатой. Он также был режиссёром двух эпизодов во второй части сериала, который производился через год после выхода «Замка Калиостро». В других работах, помимо созданных режиссёрами Миядзаки и Такахатой «Замка Калиостро» и эпизодов сериала, Люпен III изображается как коварный и развратный вор, иногда действующий при поддержке своих бывших врагов Дзигэна и Гоэмона. Изменения, которые внёс Миядзаки в поведение и личность Люпена, описываются как его «взросление».
Миядзаки дебютировал в «Замке Калиостро» в качестве режиссёра, также он был одним из авторов сценария и дизайнеров фильма. Производство фильма началась в мае 1979 года с написания сценария и создания раскадровок к фильму. Сначала Миядзаки написал сценарий и отправил его на студию, а после того как сценарий вернулся к нему без изменений, приступил к созданию раскадровок. Сюжет был разделён на четыре части, и при достижении третьей в раскадровки были внесены изменения, чтобы не превышать изначально задуманного хронометража. Работа непосредственно с анимацией началась уже в июле, когда работа с раскадровками была завершена только на четверть; Миядзаки пришлось завершать её уже во время производства анимации. Производство завершилось в конце ноября, а премьера фильма состоялась 15 декабря 1979 года. Всего на проект было затрачено семь с половиной месяцев и только пять месяцев на производство.

## Комментарии
1. ↑  Ей придано внешнее сходство с Монсли — женщиной-агентом службы безопасности из более раннего фильма Миядзаки — «Конан — мальчик из будущего».